# Džanel Pariš
Džanel Pariš (engl. Janel Parrish; 30. oktobar 1988) američka je glumica i pevačica. Najpoznatija je po ulozi Mone Vanderval u seriji Slatke male lažljivice (2010—2017) i po ulozi Džejd u tinejdžerskoj komediji Brac (2007). Pojavljuje se u filmu „Za sve momke koje sam ranije volela” i u 19. sezoni „Ples sa Zvezdama”, gde je osvojila treće mesto.

## Detinjstvo i mladost
Džanel Pariš je rođena u Honolulu, Havaji. Roditelji su joj Džoan Pariš koja je poreklom iz Kine i Mark Pariš koji je poreklom iz Evrope. Ona ima jednu sestru, Melisa Pariš, koja je osam godina starija i amerčki je vojnik. Njeni roditelji su bivši bodibilderi i njena majka radi u zdravstvenom klubu Honoulu.
Sa šest godina, Džanel je videla mjuzikl Fantom iz opere i zaljubila se u ideju izvođenja. Počela je da svira klavir i za godinu dana je studirala glumu, pevanje, step i džez ples. Učestvovala je raznim takčmičenjima talenata i postala poznata lokalnom stanovništvu Oahua. Sa 14 godina, pojavila se 2003. u „Star Search”, izvođenjem pesme „On My Own” iz predstave Jadnici. Ona je pohađala Moanalua osnovnu školu i Moanalua srednju školu. Živela je u Kaneohe, Havaji do svoje 14. godine, kada se sa porodicom preselila u Berbank, Los Anđeles kako bi mogla da nastavi karijeru u zabavnoj industriji.

## Karijera

### Gluma
Džanel Pariš počinje svoju glumačku karijeru ulogom Jang Koset. Kasnije je preuzela ulogu narednih dva meseca u brodvejskoj produkciji u Imperial pozorištu. Godine 1999. Džanel je odigrala svoju prvu televizijsku ulogu NBC akcionoj seriji Čuvari plaže, pojavivši se u dve epizode kao Hina, mlada devojka koju je Mič Bačanon spasao od davljenja.
Najpoznatija je po ulozi Mone Vanderval u Friform tinejdžerskoj drami Slatke male lažljivice, koja je bazirana na seriji knjiga Sare Šepard. Mona je predstavljena u prvoj sezoni kao tinejdžer, koji koristi svoju inteligenciju i resurse da anonimno muči druge ljude. U martu 2012. godine, u trećoj sezoni Džanel je unapređena i ostala kao stalna uloga do kraja serijala. Za njenu ulogu Mone, osvojila je TV izbor-zlikovac u Teen Choice Awards četiri puta u pet nominacija.
Džanel Pariš je učestvovala kao Margo Kovejovoj filmskoj adaptaciji novele za sve momke koje sam ranije volela, sa Lanom Kondor i Džonom Korbetom. Pojavila se pored Angele Trimbur i Fairuza Balka u trileru Hell Is Where the Home Is. Ona je spremna da ponovo odigra ulogu Mone u Pretty Little Liars: The Perfectionists.

### Muzika
Sa osam godina, Džanel Pariš je pobedila na državnom takmičenju u pevanju na Havajima. Počela je da piše svoju muziku kao tinejdžer i postala je vodeći pevač u grupi Impuls. U 2007. godini, potpisala je ugovor sa Džefen rekords kao solo pevač. Njen prvi singl „Rainy Day” koji je sama napisala i spot, objavljeni su 7. jula 2007. godine. Aprila 2015. objavila je dve pesme „Heart Made of Stone” i „Senseless”.

## Privatni život
Džanel Pariš je počela da izlazi sa hemijskim inžinjerom Krisom Longom od septembra 2016. godine. Verili su se 23. oktobra 2017. godine i venčali 8. septembra 2018. godine u Oahu, Havaji.

## Filmografija

### Filmovi
| Godina | Naziv                                  | Uloga         |
| ------ | -------------------------------------- | ------------- |
| 2007   | Bratz                                  | Jade          |
| 2009   | April Showers                          | Charlotte     |
| 2009   | Fired up!                              | Lana          |
| 2010   | Triple Dog                             | Cecily Gerber |
| 2011   | 4 Wedding Planners                     | Hoku Wolf     |
| 2011   | One Kine Day                           | Leilani       |
| 2012   | Celeste and Jesse Forever              | Savannah      |
| 2013   | Something Wicked                       | Ronnie        |
| 2013   | To Those Nights                        | Audrey        |
| 2017   | Until We Meet Again                    | Lisa Wagner   |
| 2018   | Hell Is Where the Home Is              | Estelle       |
| 2018   | Tiger                                  | Charlotte     |
| 2018   | To All Boys I've Loved Before          | Margot Covey  |
| 2020   | To All the Boys: P.S. I Still Love You | Margot Covey  |
| 2021   | To All the Boys: Always and Forever    | Margot Covey  |

### Televizija
| Godina    | Naziv                                  | Uloga             |
| --------- | -------------------------------------- | ----------------- |
| 1999      | Čuvari Plaže                           | Hina              |
| 2000      | Geppetto                               | Natalie           |
| 2003      | Star Search                            | Pevač             |
| 2004      | The Bernie Mac Show                    | Laura             |
| 2006      | Zoey 101                               | Sara              |
| 2006      | The O.C.                               | Leah              |
| 2007—2008 | Heroes                                 | May               |
| 2009      | True Jackson, VP                       | Kyla              |
| 2010—2017 | Slatke male lažljivice                 | Mona Vanderwaal   |
| 2013      | Hawaii Five-0                          | Rebecca Fine      |
| 2014      | Drop Dead Diva                         | Chelsea Putnam    |
| 2014      | Ples sa Zvezdama                       | Plesač            |
| 2014      | High School Possession                 | Lauren Brady      |
| 2015      | The Mysteries of Laura                 | Jillian Havemeyer |
| 2016      | Rush Hour                              | Nina Taylor       |
| 2017      | Rosewood                               | Selena Monet      |
| 2018      | I'll Be Watching                       | Kate Riley        |
| 2019      | Slatke male lažljivice: Perfekcionisti | Mona Vanderwaal   |

### Muzika
| Godina | Naziv                  | Pesma             | Uloga           |
| ------ | ---------------------- | ----------------- | --------------- |
| 2007   | Bratz                  | „Rain Day”        | Pisac i izvođač |
| 2008   | Guiding Light          | "Won't Let You Go | Pisac i izvođač |
| 2009   | April Showers          | „I Won't Cry”     | Izvođač         |
| 2009   | The Kings of Appletown | „I'm Changing”    | Izvođač         |
| 2010   | Triple Dog             | „Rush”            | Izvođač         |
| 2014   | Slatke Male Lažljivice | „Gravity”         | Izvođač         |
| 2017   | Rosewood               | „Dance for Me”    | Izvođač         |

### Nagrade i nominacije
| Godina | Nagrada            | Kategorija                          | Rad                    | Rezultat   | Reference |
| ------ | ------------------ | ----------------------------------- | ---------------------- | ---------- | --------- |
| 1999   | Po'okela Awards    | Glavna ženska uloga                 | To Kill a Mockingbird  | Nominovana | [ 3 ]     |
| 2000   | Po'okela Awards    | Glavna ženska uloga u mjuziklu      | Here's Love            | Nominovana | [ 4 ]     |
| 2002   | Po'okela Awards    | Glavna ženska uloga u mjuziklu      | On Dragonfly Wings     | Nominivana | [ 5 ]     |
| 2012   | Teen Choice Awards | TV izbor-zlikovac                   | Slatke Male Lažljivice | Osvojila   | [ 6 ]     |
| 2013   | Teen Choice Awards | TV izbor-zlikovac                   | Slatke Male Lažljivice | Osvojila   | [ 7 ]     |
| 2013   | TV Guide Awards    | Omiljeni zlikovac (sa Keegan Allen) | Slatke Male Lažljivice | Nominovana |           |
| 2014   | Teen Choice Awards | TV izbor-zlikovac                   | Slatke Male Lažljivice | Nominovana | [ 8 ]     |
| 2016   | Teen Choice Awards | TV izbor-zlikovac                   | Slatke Male Lažljivice | Osvojila   | [ 9 ]     |
| 2017   | Teen Choice Awards | TV izbor-zlikovac                   | Slatke Male Lažljivice | Osvojila   | [ 10 ]    |